# Sarcoma di Kaposi
Il sarcoma di Kaposi è un cancro piuttosto raro, descritto originariamente da Moritz Kaposi, un dermatologo ungherese dell'Università di Vienna nel 1872; è causato dall'Herpesvirus umano 8 (HHV-8), conosciuto anche come Herpes Virus associato al Sarcoma di Kaposi (KSHV). I tumori appaiono come macchie rosse e viola su pelle, bocca, polmoni, fegato, o nel tratto gastrointestinale.
Nasce da cellule endoteliali vascolari e linfatiche. Il Sarcoma di Kaposi classico (SKC) è una progressione non dolorosa e lenta, che si verifica negli anziani, con elevata incidenza in Italia, Grecia, Turchia, Israele e Spagna.

## Storia ed epidemiologia
Uno studio pubblicato sulla rivista Lancet nel 1982 descriveva 20 uomini omosessuali con sarcoma di Kaposi confermato istologicamente in cui è stata riscontrata una correlazione significativa tra sarcoma e sostanze stupefacenti, tra cui nitrito di amile (popper), cloruro di etile, cocaina, fenciclidina, methaqualone e anfetamine, nonché con altre malattie quali la mononucleosi e un alto tasso di malattie veneree.
Uno studio pubblicato sul New England Journal of Medicine nel 1995 mostrava come le stesse sequenze di DNA riconducibili ad un herpesvirus fossero presenti nel sarcoma di Kaposi associato all'AIDS, nel sarcoma di Kaposi classico, e in quello che si presenta in maschi omosessuali HIV-negativi: pertanto presumibilmente questo herpesvirus umano non era esclusivamente un'infezione opportunistica nei pazienti con AIDS, e le tre forme del sarcoma di Kaposi potevano essere causate dallo stesso agente infettivo.
Nel 1997 un medico nefrologo, Davide Bottalico, pubblica su Nephrology Dialysis Transplantation un case report relativo a due pazienti, HIV negativi, che dopo aver ricevuto un trapianto di rene da un donatore anch'esso HIV negativo, avevano sviluppato a distanza di 20 mesi una forma cutanea di sarcoma di Kaposi, aprendo di fatto la strada alla conferma dell'eziopatogenesi virale di questa forma di sarcoma.

## Eziologia
Si tratta di una patologia angioproliferativa multicentrica correlata all'azione di un virus appartenente alla famiglia degli Herpesvirus, l'HHV-8, noto anche come KSHV (sigla inglese che sta per Kaposi Sarcoma-associated Herpes Virus, ossia Herpesvirus associato al sarcoma di Kaposi). L'HHV-8 infatti è stato riscontrato in più del 95% delle lesioni tumorali di questo tipo.
Non è un tumore con caratteristiche proliferative propriamente dette, infatti le lesioni che insorgono in momenti successivi non hanno caratteristiche di metastasi perché non derivano dalla disseminazione di cellule tumorali da una lesione primitiva, ma sono lesioni che insorgono individualmente in distretti differenti.

## Anatomia e istologia patologica

Sarcoma di Kaposi intraorale accompagnato da una candidosi

Quello che si osserva nei soggetti affetti è una proliferazione vascolare multicentrica, caratterizzata dallo sviluppo di papule che successivamente evolvono in placche e poi in noduli blu/rosso che colpiscono la cute, più frequentemente nelle estremità inferiori, o le mucose e i visceri (apparato gastroenterico, genitale o, più raramente, polmonare). Il loro incremento è lento sia nella misura che nel numero, diffondendosi comunque alle aree più prossimali.
La fase di macula (iniziale) è caratterizzata dalla proliferazione di vasi irregolari, che tendono a disporsi attorno alle strutture annessiali (ad essi si associa un infiltrato infiammatorio); nella fase di placca è presente una proliferazione di strutture vascolari che interessano il derma e iniziano a dissecare i fasci di fibre collagene; nella fase nodulare si ha una proliferazione di cellule fusate che si dispongono in fasci intersecantesi; sono presenti anche spazi vascolari dilatati, depositi di emosiderina e globuli ialini (prodotti della degradazione dei globuli rossi); numerosi globuli rossi si rinvengono negli spazi circoscritti dalle cellule fusate.

## Clinica

### Classificazione
Presenta 4 varianti: 
1. forma nodulare benigna, simile alla forma classica: colpisce l'età avanzata e la cute delle estremità distali, con andamento clinico poco aggressivo; aumenta però l'incidenza di linfomi in soggetti affetti
2. forma linfoadenopatica: endemica in Africa, colpisce l'età pediatrica, con interessamento dei linfonodi cervicali, inguinali e dell'ilo polmonare; rapidamente fatale
3. PT-KS (forma dei pazienti immunosoppressi, Post Trapianto): in particolare in caso di trapianto renale, alta mortalità
4. AIDS-KS (forma AIDS-correlata): compare nel 20% dei casi di AIDS: multifocale, coinvolge le regioni di testa e collo, ma dà anche lesioni viscerali e del tratto gastroenterico